# 田児賢一
田児 賢一（たご けんいち、1989年7月16日 - ）は、日本の男子バドミントン選手。埼玉県蕨市出身。身長175cm、体重110kg。血液型はO型。右利き。埼玉栄中学校・高等学校を経て、NTT東日本に入社しバドミントン部に所属していた。現在は無所属。BWF世界ランキング最高位は世界3位（2013年10月31日）。TAGO KENとしてYouTube配信もしている。
田児の両親は共にバドミントン選手で、父親の田児淳一は元・日本リーガー、母親の田児よし子（旧姓は米倉）は全日本総合バドミントン選手権大会の女子ダブルスで8回優勝、シングルスと混合でそれぞれ1回優勝している。両親ともに元NTT東日本所属の選手であった。

## 経歴
両親の影響で2歳でバドミントンを始めた。小学校時代はバドミントンジュニアの「チャレンジャー」チームに所属し、11歳の時に全国小学生選手権男子ダブルス（5年生以下）で優勝、中学時代は2003年、2004年の全国中学生選手権男子ダブルスで連覇する。
高校時代は全国高等学校選抜バドミントン大会の団体戦・男子シングルス・ダブルスで優勝、全国高等学校総合体育大会バドミントン競技大会（インターハイ）でも2006年、2007年男子シングルス・ダブルスの2年連続二冠を達成した。また、国際大会にも出場し好成績を収めている。2006年アジアジュニア選手権の男子シングルスで全種目通じて日本人初となる優勝を達成。同年に高校生ながらバドミントン日本代表に選出され、翌2007年のスウェーデン国際の男子シングルスで優勝し、シニア大会で初優勝する。スコットランドで開催されたスディルマンカップにも日本代表として出場し、アテネオリンピック男子シングルスベスト8のロナルド・スシロを破るなど日本のグループ1昇格に貢献した。2007年10月から11月にかけてニュージーランドで開催された世界ジュニアバドミントン選手権大会男子シングルスで準優勝を果たす。
高校卒業後の2008年4月にNTT東日本へ入社し、2007年度のバドミントン日本リーグには内定選手として出場した。日本リーグや全日本実業団バドミントン選手権大会などの団体戦ではダブルスの試合に出場する事もあった。
2008年全日本総合選手権の男子シングルス決勝で佐藤翔治を決勝で破って初優勝し、舛田圭太が保有していた19歳8ヶ月の同種目最年少優勝記録を19歳4ヶ月に更新した。以後2013年大会まで6連覇した。
2010年の第100回全英オープンでは日本人として秋山真男以来44年ぶりに決勝に進出した。しかし決勝では世界ランキング1位のリー・チョンウェイに19-21、19-21で敗れた。。
2012年、ロンドンオリンピックの男子シングルスへの出場権を獲得したが、本大会では予選リーグの試合で伏兵のニルカ・カルナラトネ（スリランカ）に敗れ決勝トーナメント進出はならなかった。
2013年、田児はヨネックスオープンジャパン男子シングルスで同大会男子種目日本人初の決勝に進出したが、決勝ではリー・チョンウェイに21-23、17-21で敗れて準優勝に終わった。
2014年5月、田児はトマス杯で日本男子初の優勝に第1シングルス（チーム内における世界ランク最上位のシングルス選手の事で、相手チームの第1シングルスの選手と試合を行う）として大きく貢献したが、同年9月の仁川アジア競技大会で負傷してから調子が急降下した。12月の全日本総合選手権は左足首捻挫のため棄権し、田児の連覇も6で止まった。田児はその頃から国際大会で思わしい結果を残す事が出来なくなり2015年9月に自らナショナルチームから離れることを決断。さらに前年に続いて全日本総合選手権を棄権した。その後は（所属実業団チームからの）自費派遣による国際大会出場を続けている。
田児はオリンピック本大会でのメダル獲得を目標に掲げ、各国の強豪選手が多く出場するBWFスーパーシリーズの大会を中心に出場している。その一方、国内の大会に関しては全日本総合選手権や団体戦の日本リーグ、全日本実業団選手権以外の大会に出場する事は稀であった。
2016年4月7日、田児が東京都内の違法カジノ店にて賭博をしていたことが判明し、派遣先のマレーシアより急遽帰国した。田児の所属先のNTT東日本は帰国後の調査で、田児が違法カジノ店で賭博をしたことを認め、田児と同社所属の桃田賢斗を含む他の複数の選手もカジノ店に出入りしたことを認めたことを明らかにした。翌々日に開かれた記者会見でNTT東日本は調査の結果として田児が2014年10月から2015年3月に東京都墨田区の違法カジノ店を10回程度訪れ、その後、2015年5月から2016年1月まで横浜市内の違法カジノ店に月数回程度通い、賭博行為をしていたことを明らかにし、桃田は田児の紹介で東京都墨田区の違法カジノ店に合計6回程度訪問し、賭博行為をしていたことも発表した。この賭博行為については、田児が桃田を誘う形で行われた上、田児のトータルの負けは60回程度で約1000万円と突出しているため、負けの額が約50万円の桃田よりも罪は重いとされる。田児は「本来なら、自分が止めないといけない立場で、責任はいろいろあった」、「桃田や、後輩のことを巻き込んでしまったのは全部僕なので、自分がやっていたことをもう申し訳なく思いますし、その時点で桃田が行こうとしていた時点で止められなかったのを申し訳なく思っています」と謝罪した。同年4月10日、日本バドミントン協会は田児に対して無期限の協会登録抹消の処分を決定した。翌11日にNTT東日本が男子バドミントン部の半年間の対外活動自粛を決定すると共に賭博に関わった社員の処分を発表、田児は2016年4月11日付で解雇処分となった。
2016年12月にマレーシアのプロリーグ・パープルリーグで競技復帰した。復帰戦では世界ランク25位の魏楠（香港）と対戦しストレートで快勝した。
2019年9月、TAGO KENとしてYouTube配信を開始。
2020年11月1日、協会登録抹消の処分が解除された。

## 主な成績
国内試合
- 2000年 - 全日本小学生大会 ダブルス優勝
- 2003年 - 全国中学校大会 ダブルス優勝
- 2004年 - 全国中学校大会 ダブルス優勝
- 2005年 - 全日本ジュニア 男子ダブルス優勝
- 2006年 - 全国選抜シングルス・ダブルス優勝、インターハイ シングルス、ダブルス優勝
- 2007年 - 全国選抜団体戦優勝（団体戦のみの記念大会）、インターハイ シングルス・ダブルス・団体戦優勝
- 2008年 - 全日本総合選手権 男子シングルス優勝
- 2009年 - 全日本総合選手権 男子シングルス優勝
- 2010年 - 全日本総合選手権 男子シングルス優勝
- 2011年 - 全日本総合選手権 男子シングルス優勝
- 2012年 - 全日本総合選手権 男子シングルス優勝
- 2013年 - 全日本総合選手権 男子シングルス優勝

国際試合
    BWFスーパーシリーズ
| 年   | 大会                         | 種目 | 成績    | Name |
| ---- | ---------------------------- | ---- | ------- | ---- |
| 2006 | アジアジュニア選手権         | MS   | 優勝    |      |
| 2007 | スウェーデン国際             | MS   | 優勝    |      |
| 2007 | スコットランド国際           | MS   | 優勝    |      |
| 2007 | 韓国国際                     | MS   | 準優勝  |      |
| 2007 | 世界ジュニア選手権           | MS   | 準優勝  |      |
| 2008 | インドネシア・オープン       | MS   | ベスト4 |      |
| 2008 | ベルギー国際                 | MS   | 優勝    |      |
| 2008 | ヨネックスオープンジャパン   | MS   | ベスト4 |      |
| 2009 | 香港オープン                 | MS   | ベスト4 |      |
| 2009 | 東アジア大会                 | TEAM | ベスト4 | 日本 |
| 2010 | トマス杯                     | TEAM | ベスト4 | 日本 |
| 2010 | 全英オープン                 | MS   | 準優勝  |      |
| 2010 | アジア選手権                 | MS   | ベスト4 |      |
| 2011 | マレーシア・オープン         | MS   | ベスト8 |      |
| 2011 | 韓国オープン                 | MS   | ベスト8 |      |
| 2011 | ヨネックスオープンジャパン   | MS   | ベスト8 |      |
| 2011 | フランス・オープン           | MS   | 準優勝  |      |
| 2011 | スーパーシリーズファイナルズ | MS   | 出場    |      |
| 2012 | 韓国オープン                 | MS   | ベスト8 |      |
| 2012 | マレーシア・オープン         | MS   | 準優勝  |      |
| 2012 | 全英オープン                 | MS   | ベスト4 |      |
| 2012 | トマス杯                     | TEAM | ベスト4 | 日本 |
| 2012 | ロンドンオリンピック         | MS   | 出場    |      |
| 2012 | フランス・オープン           | MS   | ベスト4 |      |
| 2013 | マレーシア・オープン         | MS   | ベスト4 |      |
| 2013 | インド・オープン             | MS   | 準優勝  |      |
| 2013 | ヨネックスオープンジャパン   | MS   | 準優勝  |      |
| 2014 | 韓国オープン                 | MS   | ベスト4 |      |
| 2014 | マレーシア・オープン         | MS   | ベスト4 |      |
| 2014 | トマス杯                     | TEAM | 優勝    | 日本 |
| 2014 | インドネシア・オープン       | MS   | 準優勝  |      |

## 著書
- 田児式スーパーバドミントン ベースボールマガジン社（2009年5月）